# Sunbeam Rapier
Der Sunbeam Rapier war das erste Modell der „Audax“-Reihe von Fahrzeugen der unteren Mittelklasse der Rootes Group. Er wurde zur Motor Show im Oktober 1955 vorgestellt und kam so einige Monate vor seinen Schwestermodellen Hillman Minx und Singer Gazelle heraus.
Das viersitziges Hardtop-Coupé mit 2 Türen war ein vollkommen anderes Auto als der Sunbeam Mark III, den er ersetzte. Die erste Generation hieß „Series I“ und „Series II“ kam 1958 heraus. Obwohl das Fahrzeug innerhalb der Rootes Group entwickelt wurde, war das Design durch die Konstruktionsabteilung um Raymond Loewy vom neuen Studebaker-Coupé von 1953 beeinflusst.

## Modelle

### Series I
Der Sunbeam Rapier Series I war ein hübsches Auto, das im Allgemeinen von den Motorjournalisten gut beurteilt wurde. Er war in einigen attraktiven, für diese Zeit typischen Zweifarbenlackierungen erhältlich und hatte Lenkradschaltung, Lederausstattung und Overdrive als Serienausstattung. Ein Vinyldach gab es in Großbritannien als Sonderausstattung, in einigen Exportmärkten wurde es serienmäßig geliefert. Die Rapier-Karosserien wurden von der Pressed Steel Company hergestellt, zu Thrupp and Maberley im Norden von London transportiert, wo sie lackiert und ausgestattet wurden, und dann erneut zu Rootes nach Ryton-on-Dunsmore bei Coventry transportiert, wo Motor, Getriebe und Antriebsstrang eingebaut wurden! Diese umständliche Fertigung blieb bis ins Spätjahr 1963 erhalten, als der „Series IV“ eingeführt wurde.
Der 1390 cm³ - Motor des Rapier war im Wesentlichen der gleiche, der auch im Hillman Minx eingebaut wurde, hatte aber eine höhere Verdichtung (8:1 anstatt 7:1), einen Stromberg-Vergaser, Typ DIF 36, und andere Ansaug- und Auspuffkrümmer. So ausgestattet entwickelte er 62,5 bhp (46 kW) bei 5000/min., beschleunigte den Wagen in ca. 23 s von 0 bis 100 km/h und ließ ihn eine Höchstgeschwindigkeit von 137 km/h erreichen.
Obwohl die Fahrleistungen des Rapier in der damaligen Zeit recht ansprechend waren und seine Fahreigenschaften als glänzend eingestuft wurden, wurde bald klar, dass seine Motorleistung nicht ausreichte. Ab Oktober 1956 wurde in den Rapier als direkte Folge der bei internationalen Rallyes von der bekannten Rootes-Rennabteilung gesammelten Erfahrungen der überarbeitete R67-Motor eingebaut, bei dem der einzelne Stromberg-Vergaser durch einen Zenith-Doppelvergaser, Typ 36 WIP, ersetzt wurde und der auch neue Ansaugkrümmer besaß. Dieser Motor lieferte 67,5 bhp (49,6 kW) bei 5000/min., was die Beschleunigung des Rapier von 0 bis 100 km/h um fast 1 s verbesserte und die Höchstgeschwindigkeit um fast 5 km/h erhöhte.
Von dieser ersten Version des Sunbeam Rapier wurden nur 7477 Stück hergestellt. 1958 wurde sie mit der Einführung des „Series II“ eingestellt.

### Series II

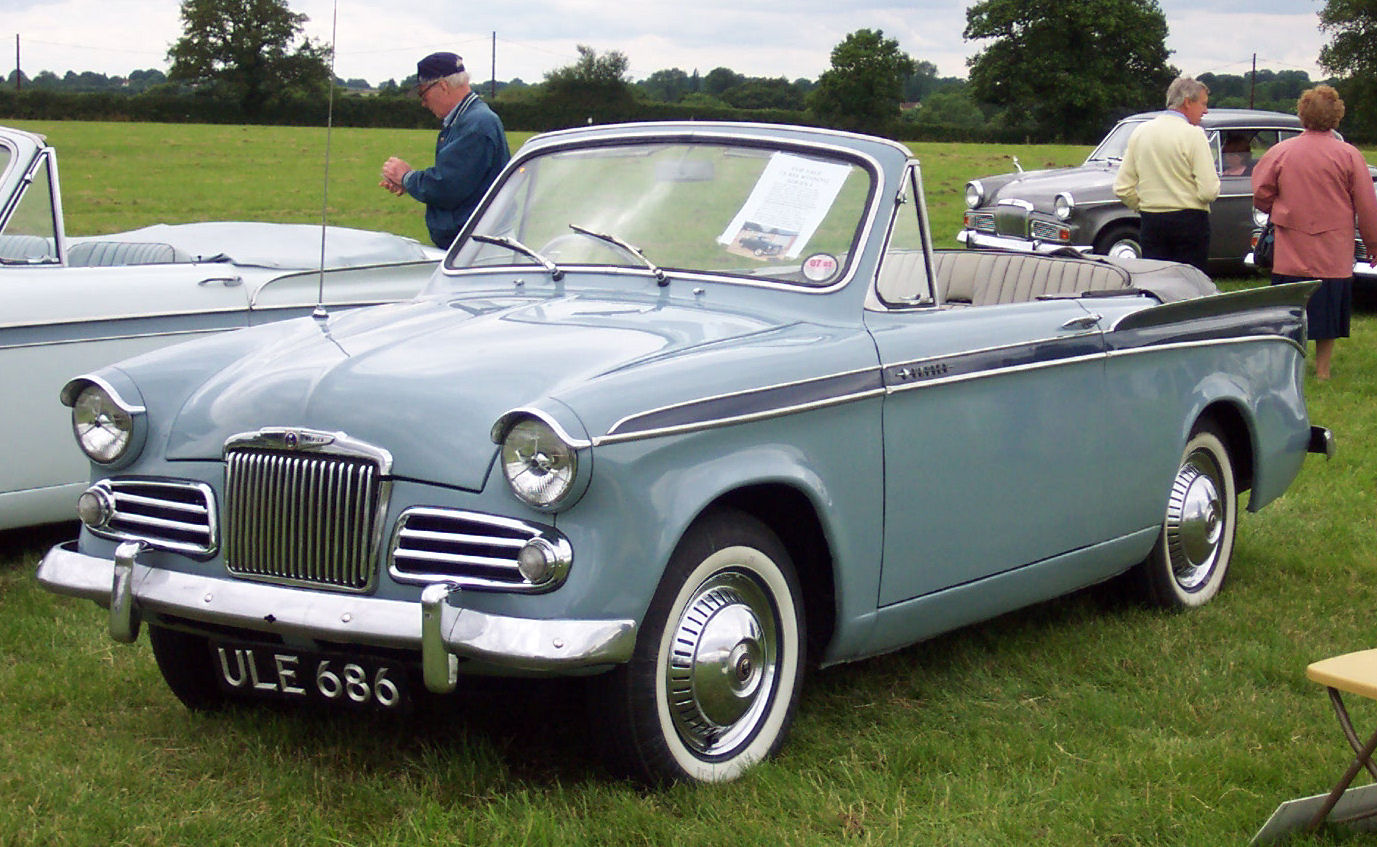
Sunbeam Rapier Series II Convertible

Der Sunbeam Rapier Series II wurde am 6. Februar 1958 vorgestellt und es gab ihn als Hardtop-Coupé und Cabriolet, was ein großer Fortschritt gegenüber dem Series I – Modell war. Ähnlich wie bei heutigen Fahrzeugvorstellungen sorgte Rootes dafür, dass neun der neuen Autos zum Ende der Rallye Monte Carlo in Monte Carlo für Tests durch Pressevertreter zur Verfügung standen. (Peter Harper erreichte den 5. Platz im Gesamtklassement der Rallye in diesem Jahr mit einem Werkswagen der Series I).
Der Sunbeam Rapier Series II führte die neue, berühmte Rapier-Form ein. Obwohl die Änderungen gegenüber dem Series I aus der Rootes-Konstruktionsabteilung kamen, sah der neue Wagen den von Loewy entworfenen Studebaker noch ähnlicher; der Sunbeam sieht fast so aus wie ein gekürzter Studebaker Golden Hawk.
Der traditionelle Sunbeam-Kühlergrill wurde wieder eingeführt, wenn auch gekürzt und verbreitert. Es war dem Auto deutlich anzusehen, dass es ursprünglich für den Einsatz eines Kühlergrills über die gesamte Fahrzeugbreite konstruiert worden war, und so wurde der Platz, der nach Einsetzen des Sunbeam-Grills freiblieb, mit breiten Seitengrills gefüllt. Die Zweifarbenlackierung im unteren Teil der Karosserie des Series I wurde beim neuen Modell nicht übernommen; dafür hatte es einen breiten Blitz in der Farbe des Daches auf die gesamte Fahrzeuglänge. Die auffälligste Änderung allerdings war das Auftauchen betonter Heckflossen an den hinteren Kotflügeln.
Die Innenausstattung des Series II unterschied sich wenig von der des Series I, nur die unpopuläre Lenkradschaltung wurde durch einen in der Fahrzeugmitte angebrachten Schalthebel ersetzt. Diese Änderung, die schon die Series I – Werksrallyewagen hatten, wurde sofort von den Käufern begeistert aufgenommen. Um Kosten zu sparen, wurde die Serien-Lederausstattung des Series I durch Kunstleder ersetzt und der Overdrive war nur noch gegen Aufpreis lieferbar.
Die größte Verbesserung des Series II aber war der neue Motor. Er hatte einen auf 1494 cm³ vergrößerten Hubraum und wurde aus offensichtlichen Gründen „Rallyemaster“ genannt. Mit der Hubraumvergrößerung ging eine Anhebung der Verdichtung auf 8,5:1 einher, die im Verbund mit den größeren Ein- und Auslassventilen für eine höhere Leistung von 73 bhp (53,7 kW) bei 5200/min. sorgte. Die Zeitschrift „Autocar“ mass eine Höchstgeschwindigkeit von 146 km/h und eine Beschleunigung von 0 bis 100 km/h in ca. 21,2 s. Als direkte Folge der Erfahrungen aus dem Rallyeeinsatz war der Series II mit größeren Vorderradbremsen und einer Kugelumlauflenkung ausgestattet, die die eher schwammige Schneckenlenkung des Series I ersetzte.
Der Series II wurde 1959 zugunsten des Series III nach 15151 Exemplaren (Hardtop und Cabriolet) eingestellt.

### Series III

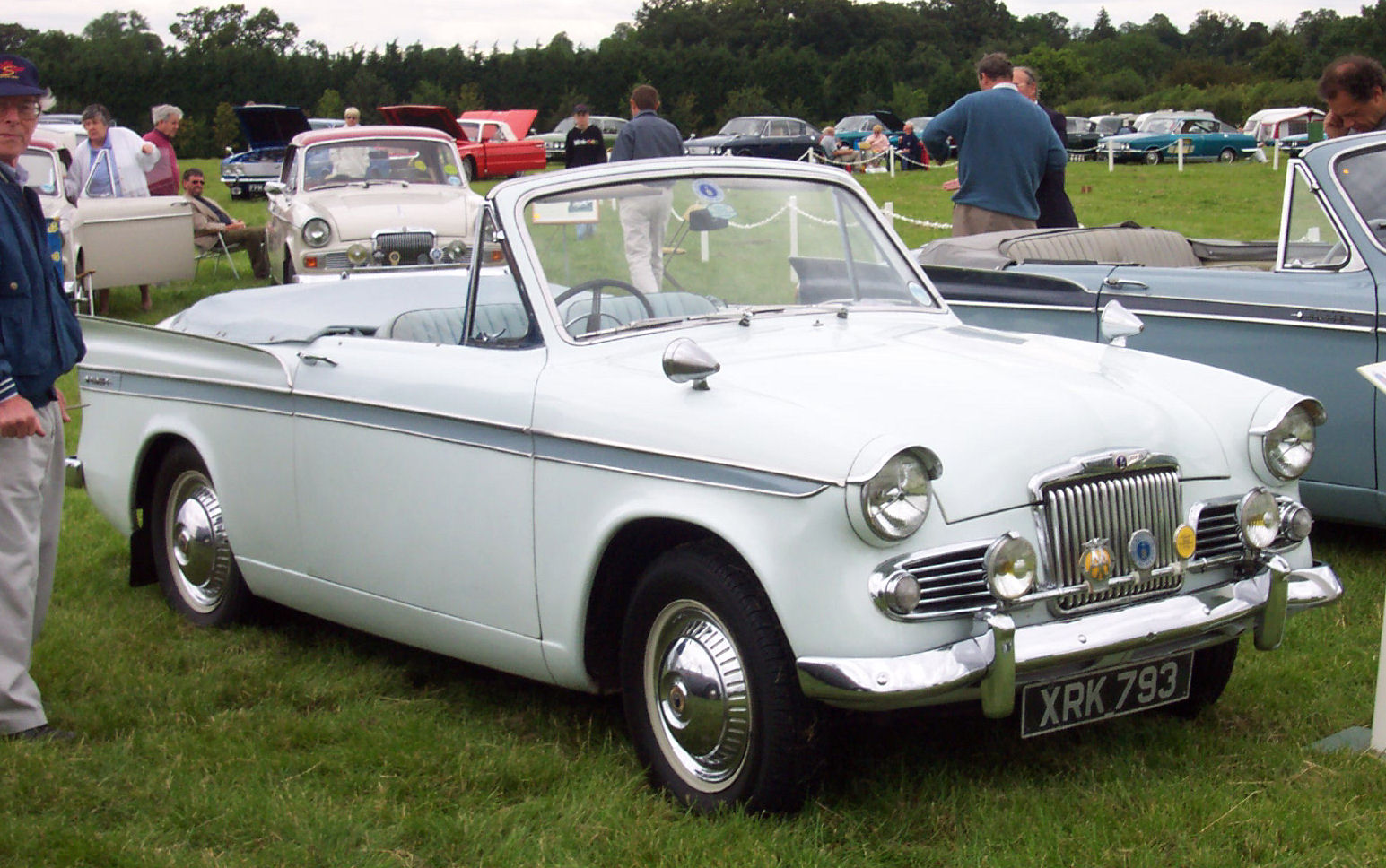
Sunbeam Rapier Series III Cabriolet

Der Sunbeam Series III wurde im September 1959 eingeführt und wird von vielen als der eigentliche Sunbeam Rapier angesehen. Rootes führte einige kleinere Änderungen an der Karosserie ein, die – einzeln für sich betrachtet – kaum auffielen, aber in ihrer Gesamtheit für ein verändertes Erscheinungsbild sorgten.
So erhöhte man z. B. die Zahl der Querstäbe an den seitlichen Kühlergrills von 3 auf 4. Der Kofferraumdeckel erhielt einen länglichen Nummernschildträger anstatt des quadratischen bei früheren Modellen. Die auffälligste Veränderung aber war der seitliche Blitz, der nun schmäler und weiter unten, sowie mit dem Namen „Rapier“ am hinteren Ende versehen war. Die subtilste Veränderung waren schmälere A-Säulen und eine niedrigere Gürtellinie, die eine um 20 % größere Fensterfläche ermöglichte.
Auffälliger waren die Veränderungen der Innenausstattung. Die Rootes-Stylisten entwarfen die Sitze und Innenverkleidungen vollkommen neu, wobei sie mit einfarbigem, hochwertigen Kunstleder mit Kedern in Kontrastfarbe bezogen wurden. Zum ersten Mal wurde in einem Auto Hochflorteppichboden eingesetzt (Vorhergehende Versionen hatten Gummimatten). Lenkrad und Bedienelemente wurden aus schwarzem anstatt beigem Kunststoff gefertigt. Die auffälligste Veränderung wurde am Armaturenbrett vorgenommen: Anstatt gepolstertem Metall und Kunststoff wie in früheren Modellen wurde Walnussfurnier eingesetzt und die Oberkante aus Sicherheitsgründen gepolstert, was einen farblichen Gegensatz zu den Jaeger-Instrumenten mit schwarzen Zifferblättern darstellte.
Die Technik des Series III profitierte von de Konstruktion des Sportwagens Sunbeam Alpine, der den gleichen Motor hatte. Obwohl der Hubraum immer noch 1494 cm³ betrug, war er mit einem neuen Aluminiumzylinderkopf mit 8 Anschlüssen, erhöhtem Verdichtungsverhältnis und geänderten Ventilen versehen und hatte eine neue, schärfere Nockenwelle. Die Zenith-Doppelvergaser des Series II blieben erhalten, waren aber an neuen kühlwasserbeheizten Ansaugkrümmern befestigt. Die Folge dieser Änderungen war eine Leistungszunahme von 5 bhp (3,7 kW) auf nun 78 bhp (57,3 kW) bei 5400/min.
Die Änderungen am Getriebe bestanden aus einem höheren Übersetzungsverhältnis für den zweiten, dritten und vierten Gang und kürzeren Schaltwegen. Vordere Scheibenbremsen verbesserten die Bremseigenschaften des Rapier beträchtlich; gleichzeitig wurde die Spur vorne vergrößert, was dem Wagen eine größere Stabilität und bessere Spurhaltung verschaffte.
Laut „Autocar“ erreichte der Series III eine Höchstgeschwindigkeit von 150 km/h und erreichte die 100 km/h aus dem Stand in ca. 17,5 s, eine wesentliche Verbesserung gegenüber dem Series II.
Der Series III, von dem 15368 Exemplare (Hardtop und Cabriolet) gebaut wurden, wurde im April 1961 durch den Series IIIA ersetzt.

### Series IIIA

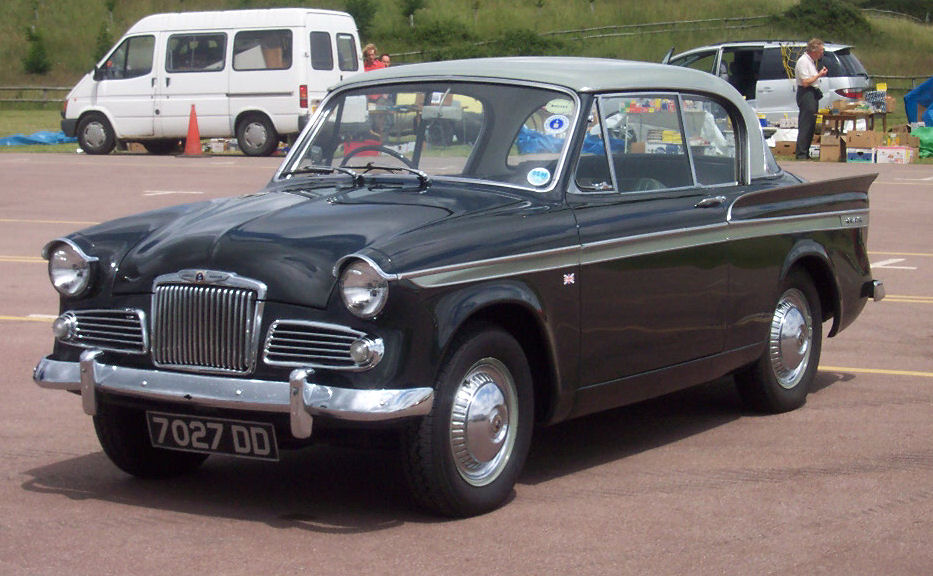
Sunbeam Rapier Series IIIA

Nachdem der Sunbeam Alpine Series II mit dem neuen 1592 cm³ - Motor vorgestellt wurde, war vorauszusehen, dass bald ein entsprechender Rapier erscheinen würde. Und richtig, am 20. April 1961 wurde der Sunbeam Rapier Series IIIA eingeführt.
Sowohl außen als auch innen entsprach der Series IIIA dem Series III. Lediglich die Zuverlässigkeit des Wagens wurde verbessert. Zu diesem Zweck wurde der 1592 cm³ - Motor eingeführt und mit einer steiferen Kurbelwelle ausgestattet. Zur Verbesserung der Zuverlässigkeit hatte die Kurbelwelle größere Pleuellager, was andere Pleuel und Kolbenbolzen bedingte. Veränderte Öl- und Wasserpumpen vervollständigten die Änderungen am Motor. In deren Folge stieg die Leistung von 78 bhp (57,3 kW) auf 80,25 bhp (59 kW) bei 5100/min. und das Drehmoment von 113,7 Nm auf 119,4 Nm bei 3900/min.
Zusätzlich verfügte der Series IIIA über viele Detailänderungen, wie z. B. ein vorderer Torsionsstab mit größerem Durchmesser, der die Straßenlage wesentlich verbesserte, eine geänderte Kupplungsglocke, eine verbesserte Kupplung mit 9 anstatt 6 Federn und einen geänderten Luftfilter. All diese Veränderungen sorgten zusammen dafür, dass der Series IIIA sich im Detail von seinem Vorgänger unterschied und sich wieder besser verkaufen ließ.
Die Höchstgeschwindigkeit des Series IIIA lag mit nur 145 km/h unter der des Series III. Er brauchte auch länger, um die 100 km/h zu erreichen (ca. 20,3 s), aber sein Motor war bei Weitem standfester.
Mitte 1963 wurde das Cabriolet des Series IIIA eingestellt, aber der Hardtop wurde bis Oktober 1963 weiter hergestellt, als er vom Series IV ersetzt wurde. Bis zur Produktionseinstellung wurden 17354 Exemplare gefertigt.

### Series IV

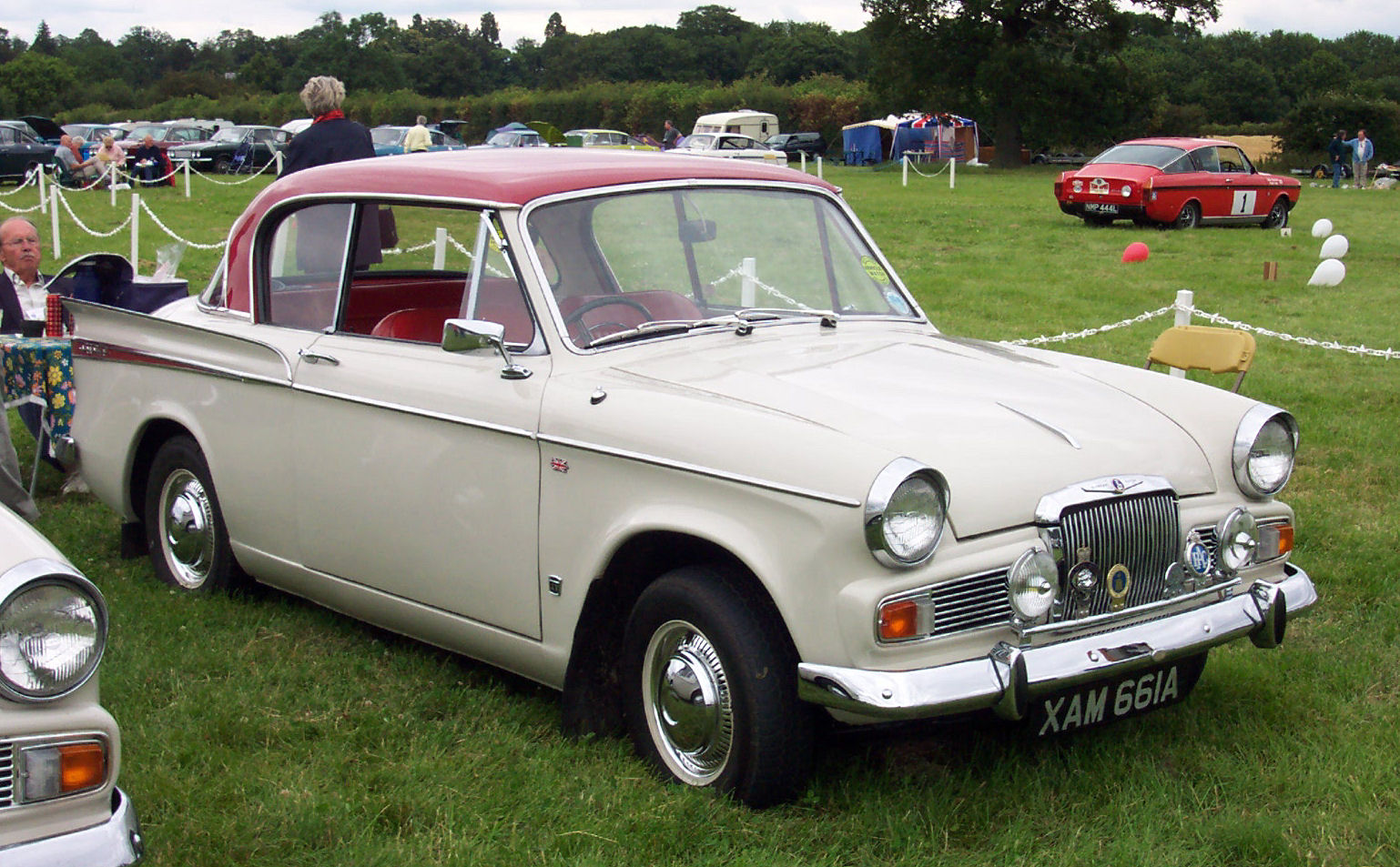
Sunbeam Rapier Series IV

Im Spätjahr 1963 wollte Rootes den Rapier eigentlich einstellen. Er wurde nicht länger als Hauptmodell angesehen, da Rootes das Hauptaugenmerk auf den Hillman Imp und den Sunbeam Tiger lenkte. Tatsächlich wurde ein vollkommen neuer Sunbeam Rapier Series IV konstruiert; es wurden Prototypen gebaut, die Tests abgeschlossen – und dann überlegte es sich die Rootes Group anders! Aus dem neuen Sunbeam Rapier Series IV wurde der Humber Sceptre I, und der alte Sunbeam Rapier Series IIIA wurde überarbeitet, damit er sein Leben als Reiselimousine anstatt als Sportcoupé fortsetzte.
Die auffälligste Änderung war der Übergang auf 13″-Räder, wie schon bei den übrigen Wagen der unteren Mittelklasse bei Rootes. Dies bedeutete, dass die großartigen, aber unzuverlässigen Radabdeckungen aus Edelstahl bei den früheren Modellen den bei Rootes üblichen Achskappen und Radzierringen wichen. Die Front des Wagens wurde geschickt überarbeitet, damit er moderner aussah. Eine neue Motorhaube ließ den Wagen niedriger und flacher aussehen und die Kotflügel wurden mit Anbauten versehen, die Seitengrills aus Aluminium, Begrenzungsleuchten und Blinker aufnahmen. Der traditionelle Sunbeam-Kühlergrill, der schon für den Series II erheblich umkonstruiert worden war, wurde nochmals abgeändert, sodass er eine quadratische Form mit betont konvexem Profil aufwies. Neue Scheinwerferzierringe wurden angebracht – tatsächlich vom Sunbeam Alpine, aber verchromt – und ein neuer vorderer Stoßfänger in der gleichen Form wie bei den anderen Rootes-Fahrzeugen der unteren Mittelklasse. Am Fahrzeugheck erschien ein neuer, breiter Nummernschildträger, zusammen mit einem Heckstoßfänger im Stil der Schwesterfahrzeuge. Die Rahmen der seitlichen Fenster entfielen, damit der Wagen von der Seite einen offeneren Eindruck machte. Schließlich wurden seitlich an den vorderen Kotflügeln und an der Kofferraumhaube Schilder mit der Aufschrift „Series IV“ angebracht.
Innen ermöglichte das neue Armaturenbrett – immer noch mit Walnussfurnier – mit integriertem Handschuhfach den Einbau von richtigen Ablagen darunter auf beiden Seiten. Anzeige- und Bedienelemente entsprachen denen des Vorgängers, nur die Heizungsbetätigung und der Aschenbecher wurden in einer kleinen Konsole vor dem Schalthebel zusammengefasst. Für größeren Fahrkomfort war der Wagen mit einer einstellbaren Lenksäule und neuen Vordersitzen ausgestattet, die weiter nach vorne oder hinten verschoben werden konnten und erstmals auch eine einstellbare Lehne hatten.
Wie bei den anderen Fahrzeugen der unteren Mittelklasse wurde auch beim Rapier die Vorderachse überarbeitet und mit lebensdauergeschmierten Kugelgelenken ausgestattet. Alle anderen Radaufhängungsteile erhielten entweder ebenfalls eine Lebensdauerschmierung oder einen Gummiring, wobei alle Abschmierpunkte des Fahrwerks verschwanden. Die Antriebsübersetzungen wurden den kleineren Rädern angepasst und die vorderen Scheibenbremsen verkleinert (!), damit sie in die kleineren Felgen passten. Bremskraftunterstützung wurde Serie und das Fahrwerk wurde komfortabler ausgelegt. Eine Membrankupplung und ein neuer Kupplungszylinder sorgten für weicheres Ansprechen bei kürzerem Pedalweg.
Der 1592-cm³-Motor des Series IIIA blieb unverändert, der Zenith-Doppelvergaser wurde aber endlich durch ein Solex-Einfachvergaser, Typ 32PAIA, mit 2 Luftklappen ersetzt, da er leichter einzustellen war. Folglich stieg die Leistung auf 84 bhp (61,7 kW) und das Drehmoment auf 12,2 Nm bei 3500/min.
Im Oktober 1964 erhielt der Series IV wie die anderen Wagen der unteren Mittelklasse das neue vollsynchronisierte Rootes-Getriebe und die neuen Fahrgestellnummern wurden mit Computerhilfe vergeben.
Laut „Motor“-Test vom April 1964 fuhr der Rapier Series IV maximal 146 km/h schnell und erreichte 100 km/h aus dem Stand in ca. 18 s.
Bis zur Einstellung der Fertigung 1965 wurden 9700 Exemplare gebaut.

### Series V
Da der neue Fließheck-Rapier noch nicht fertig war, entschloss sich Rootes, den beliebten Sunbeam Rapier ein weiteres Mal zu überarbeiten. Im September 1965 führten sie den Sunbeam Rapier Series V ein, der innen und außen genauso wie der Series IV aussah, mit Ausnahme der Schilder an Kotflügeln und Kofferraumhaube, auf denen „1725“ stand, was bereits auf die weitere Veränderung hinweist.
Rootes hatte die bekannte alte Vierzylindermaschine wesentlich überarbeitet und den Hubraum auf 1725 cm³ angehoben. Der Motor hatte eine neue Kurbelwelle mit 5 Hauptlagern, was ihn stärker und ruhiger machte. Das war die Maschine für den Rapier Series V.
Als weitere Modernisierung wurde die Elektrik von Masse an Plus auf Masse an Minus umgepolt und erhielt eine Drehstromlichtmaschine. Auch erhielt der Wagen eine neue Doppelauspuffanlage, damit der neue Motor freier atmen konnte.

### New Rapier

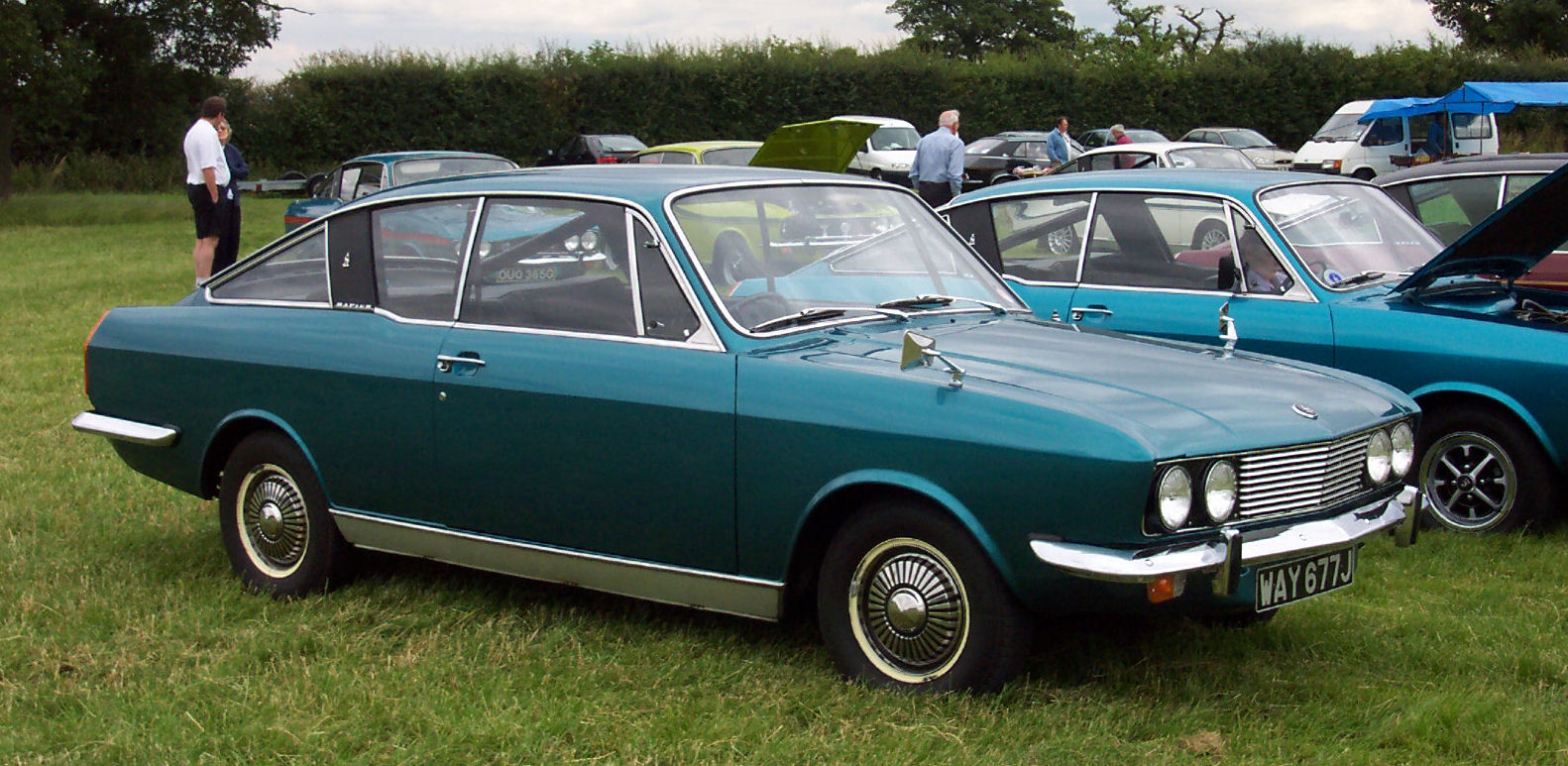
Sunbeam New Rapier

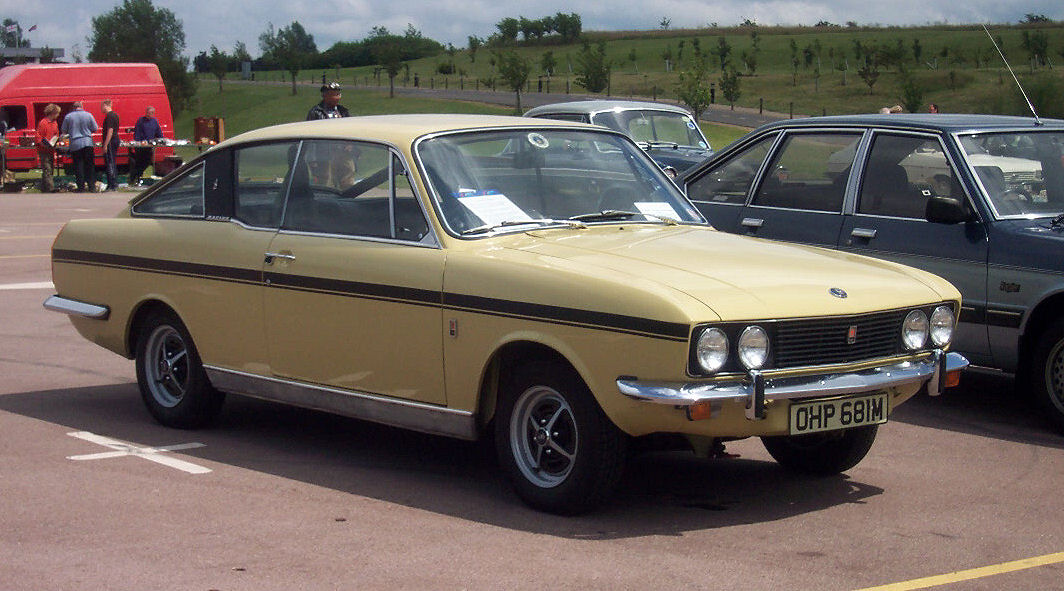
Sunbeam Rapier H120

Die sechste und letzte Version des Sunbeam Rapier basierte auf der Rootes-Arrow-Baureihe, die 1966 in Produktion gegangen war. Stilistische oder technische Bezüge zu den bisherigen Rapier-Baureihen gab es nicht mehr. Kernmodell der Arrow-Reihe war eine viertürige Limousine, die anfänglich in einer weit gefächerten und fein ausdifferenzierten Palette aus Marken- und Modellvarianten angeboten wurde. So gab es zunächst jeweils zwei Limousinentypen bei Hillman (Hunter und Minx) und Singer (Vogue und Gazelle) sowie eine weitere Limousine bei Humber (Sceptre Mark III); bei Hillman und Singer kamen noch viertürige Kombis (Estate) hinzu. 1967 entstand schließlich eine zweitürige Coupé-Version, die sich stilistisch deutlich von den Limousinen unterscheidet und mit den leistungsstärksten Motoren der Modellfamilie erhältlich war. Abweichend von der üblichen Praxis, blieb sie der Marke Sunbeam vorbehalten und ging als Rapier in den Verkauf.
Der Rapier baut auf der Bodengruppe des Hillman Hunter Kombi (Estate) auf. Das Coupé hat eine selbsttragende Karosserie, deren äußere Blechteile keine Gemeinsamkeiten mit den viertürigen Limousinen und Kombis der Arrow-Reihe aufweisen. Die Form des Coupés gestaltete der Rootes-Designer Roy Axe. Ein besonderes Merkmal des Rapier ist das umfangreich verglaste Fließheck. Beobachter erkennen darin vielfach eine Ähnlichkeit mit der Heckgestaltung des zeitgenössischen Plymouth Barracuda, die Axe allerdings bestritt. Die Rückleuchten stammen vom Hillman Hunter Estate. Der Rapier wird von einem 1725 cm³ großen, um 10° geneigt eingebauten Reihenvierzylindermotor mit einem Leichtmetallzylinderkopf und fünf Kurbelwellenlagern angetrieben, der 88 bhp (66 kW; 89 PS) leistet. Die Höchstgeschwindigkeit des Rapier beträgt 166 km/h, und er beschleunigt von 0 bis 100 km/h in ca. 13,8 s.
1968 erschien mit dem Rapier H 120 eine stärkere Version, deren von Holbay Engineering überarbeiteter Motor bei unverändertem Hubraum 93 bhp (69 kW; 94 PS) leistete. Zum Handschaltgetriebe gab es serienmäßig einen Overdrive; ein Automatikgetriebe von BorgWarner mit drei Gängen wurde gegen Aufpreis geliefert.
1970 wurde der Rapier um eine einfacher ausgestattete und schwächere Basisversion ergänzt, die in Anlehnung an frühere Sportwagen gleichen Namens die Bezeichnung Alpine erhielt. In ihr leistet der 1,7-Liter-Motor 74 bhp (54 kW; 74 PS).
Von 1967 bis 1969 wurde der Rapier in Ryton-on-Dunsmore hergestellt, ab 1969 bis zur Einstellung 1976 wurde er in Linwood in Schottland montiert. Insgesamt wurden 46204 Fahrzeuge der Typen Rapier, Rapier H 120 und Alpine gebaut.